# Gèrasa

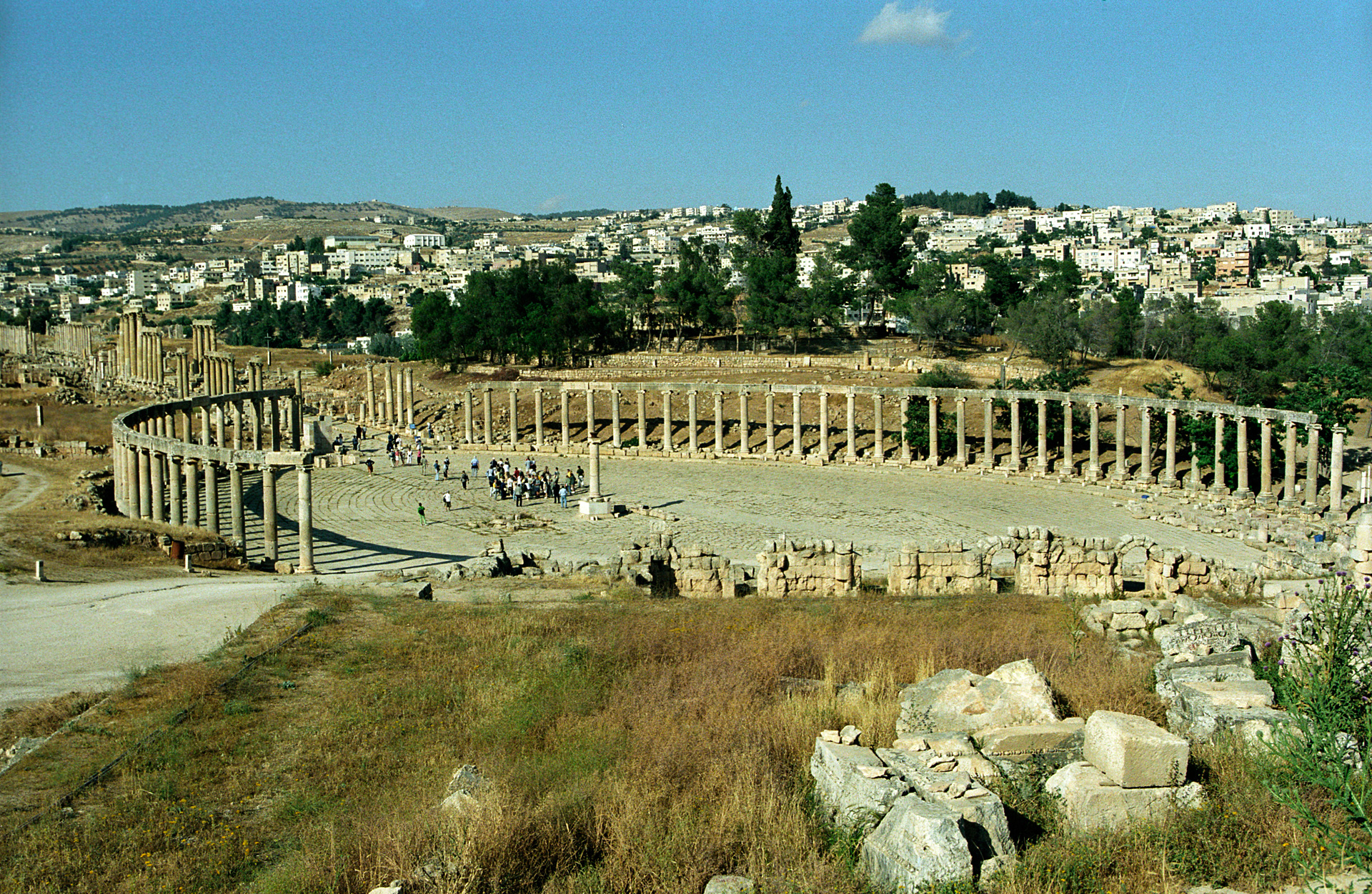
El fòrum oval de Gèrasa, amb la ciutat nova al fons

Gèrasa (grec antic: Γέρασα, Gerasa) fou una ciutat de Celesíria que feia part de la Decàpolis, i que correspon a l'actual Jerash (Jordània). Avui és un punt fonamental de les visites turístiques de l'estat, després de Petra.
Plini la situa a la Decàpolis, al sud-est de Pel·la i Gàdara i al nord de Filadèlfia. Flavi Josep indica que formava la part oriental de Perea.

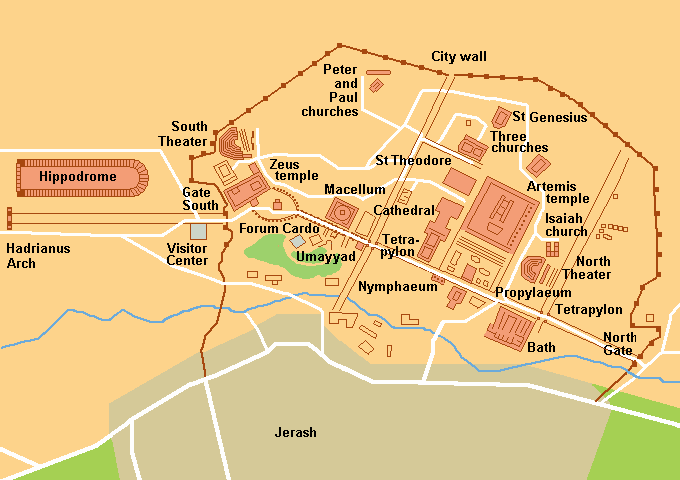
Pla de la ciutat

Les excavacions hi han trobat rastres d'establiment humà de l'edat del bronze i del ferro (vers 3000-1000 aC). No es coneix res de la història de la ciutat abans de l'època romana, però sens dubte va estar sota el poder persa, macedònic, egipci, selèucida i, finalment, jueu. Es creu que fou un rei selèucida, probablement Antíoc III el Gran o Antíoc IV Epífanes, qui la va convertir en ciutat, amb el nom d'Antioquia Crisòrroas ('Antioquia del riu daurat'). Les inscripcions trobades, no obstant això, n'atribueixen la fundació a Alexandre el Gran (vers 330 aC), a Perdicas d'Orèstia (final del segle iv aC) i a Ptolemeu II Filadelf (285 aC-246 aC). Aquest darrer fou qui va convertir la veïna Filadèlfia en una ciutat grega.

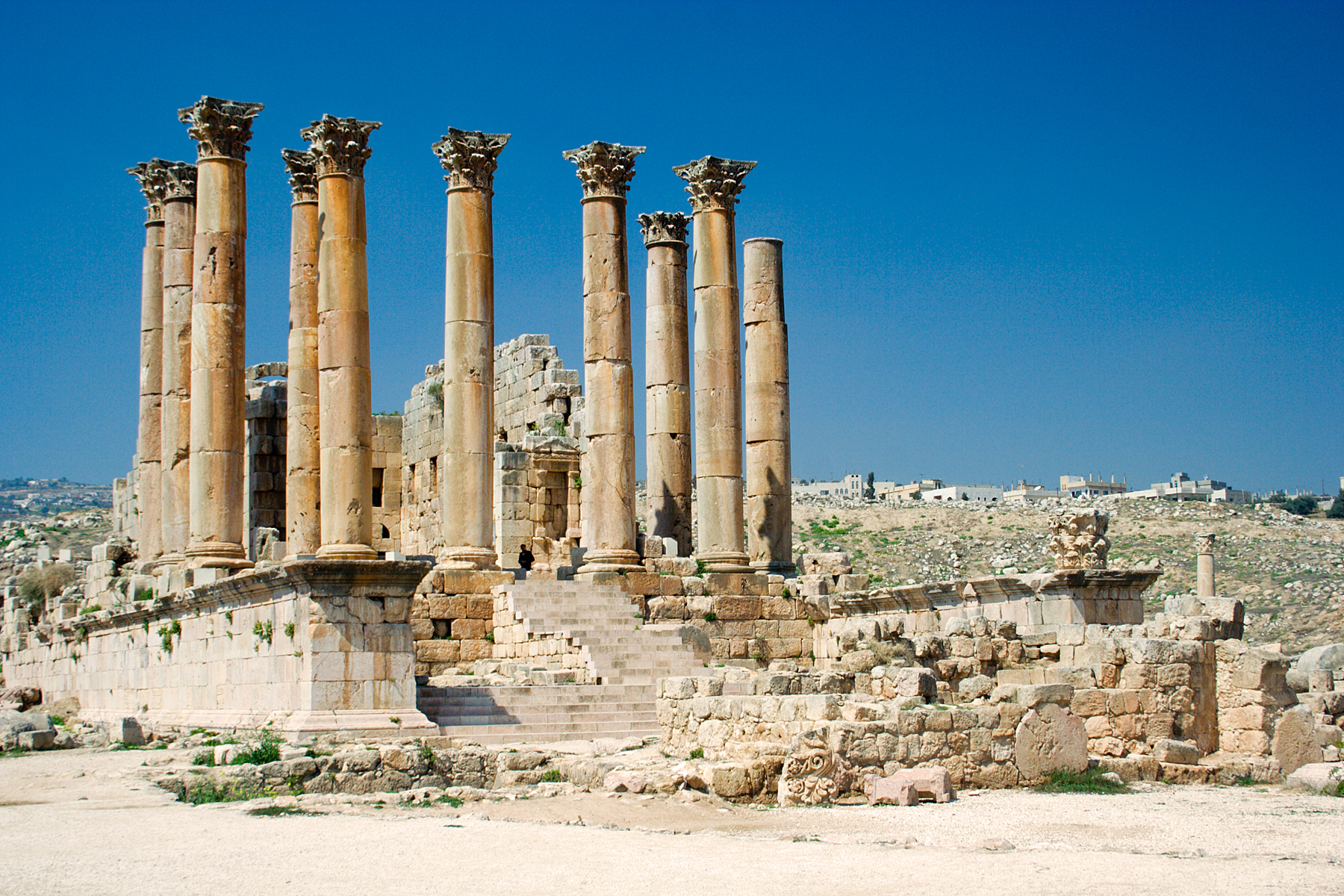
Columnes del temple d'Àrtemis

A finals del segle ii o principis del segle i aC el tirà de Filadèlfia, Teodor, va traslladar el seu tresor a l'inviolable temple de Zeus a Antioquia Crisòrroas, temple que abans havia estat a Gàdara, però poc després la ciutat fou conquerida per Alexandre Janeu (que va regnar entre el 102 aC i el 76 aC).
La dominació romana es va establir el 63 aC i fou incorporada a la província de Síria però com a ciutat lliure, formant aviat amb altres ciutats gregues de la regió la lliga de la Decàpolis.
La ciutat es va expandir i va ocupar l'àrea d'alguns temples; l'any 76 dC es va completar la muralla, que va establir els límits de la ciutat i en va fitar el creixement. Un nou temple de Zeus, que s'havia començat vers l'any 22 o 23, va ser acabat per la mateixa època.

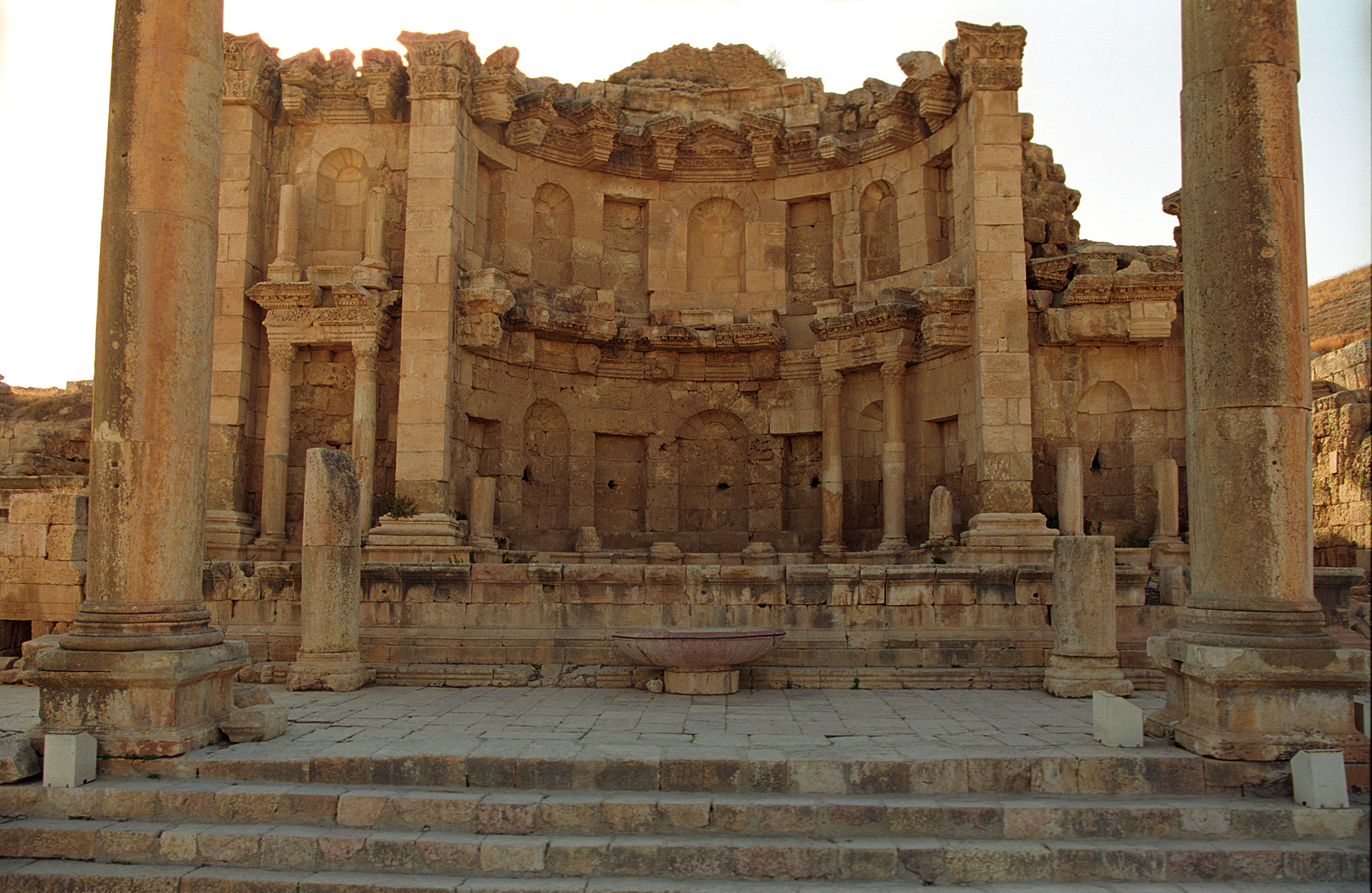
Ruïnes del nimfeu

L'any 106 fou annexat per Trajà el regne dels nabateus i es va formar la província d'Aràbia, de la qual Gèrasa va formar part juntament amb la veïna Filadèlfia, l'actual Amman. Hadrià la va visitar l'hivern del 129 al 130 i per celebrar-ho es va erigir un arc triomfal. Aràbia es va subdividir durant el segle ii en dues províncies (Aràbia i Aràbia Pètria) i Gèrasa va continuar dins la primera. Molts edificis foren construïts en aquest segle; el temple d'Àrtemis es va acabar el 150, un nou temple de Zeus el 163; el nimfeu el 191, el temple de Nèmesi, el de Zeus Epicarp i altres, altars dedicats a Zeus Hèlios Serapis, Zeus Posidó, Isis, Apol·lo i Diana. Les inscripcions també esmenten el nom d'alguns governadors provincials, procuradors i altres magistrats, i esmenten la presència a la ciutat de la Legió III Cirenaica i la X Gèmina.
A començaments del segle iii fou convertida en colònia romana i va arribar al seu zenit, però durant la resta del segle ja no s'hi van erigir nous edificis i alguns foren refets reutilitzant pedres d'altres. Els sassànides van passar a controlar-ne el comerç i, encara que sota Dioclecià foren derrotats, només va ser un respir; s'hi van fer algunes construccions (el tetràpilon del sud, principalment), però ja no foren de la mateixa qualitat que les del segle precedent.

L'arc d'Hadrià, al sud de la ciutat

Al segle iv es va crear a la ciutat una comunitat cristiana. L'escriptor Epifani esmenta que la font de la cort treia aigua tots els dies menys un, que treia vi, coincidint amb l'aniversari d'un miracle. La ciutat no conserva cap construcció d'aquest segle; una delegació dels cristians de la ciutat va ser al concili de Selèucia el 359 sota la direcció del bisbe Exeresi; cent anys després, el 451, el bisbe Planc va representar la ciutat al concili de Calcedònia quan ja el cristianisme era la religió hegemònica a l'Imperi i a la ciutat.
Vers el 440-442 es van reparar els murs; el 464 es va construir l'església dels profetes, apòstols i màrtirs, i tot seguit (466) la de Sant Teodor; en fer aquesta es va remodelar la font de la cort.
Sota el regnat de Justinià I es van construir almenys set esglésies i es van fer altres edificis, de poca qualitat, però que eren els primers edificis públics que es feien en segles, llevat de les esglésies. El bisbe Planc va construir uns banys prop de Sant Teodor.
La darrera església construïda ho fou pel bisbe Genesi el 611. El 614 la ciutat fou ocupada pels perses, i encara que reconquerida pels romans d'Orient, el 636 fou ocupada pels àrabs. Aquests dos fets la van portar a una decadència accentuada, que va completar una sèrie de terratrèmols que van destruir les esglésies i els edificis principals, els quals no foren reconstruïts, i ni tan sols desenrunats.

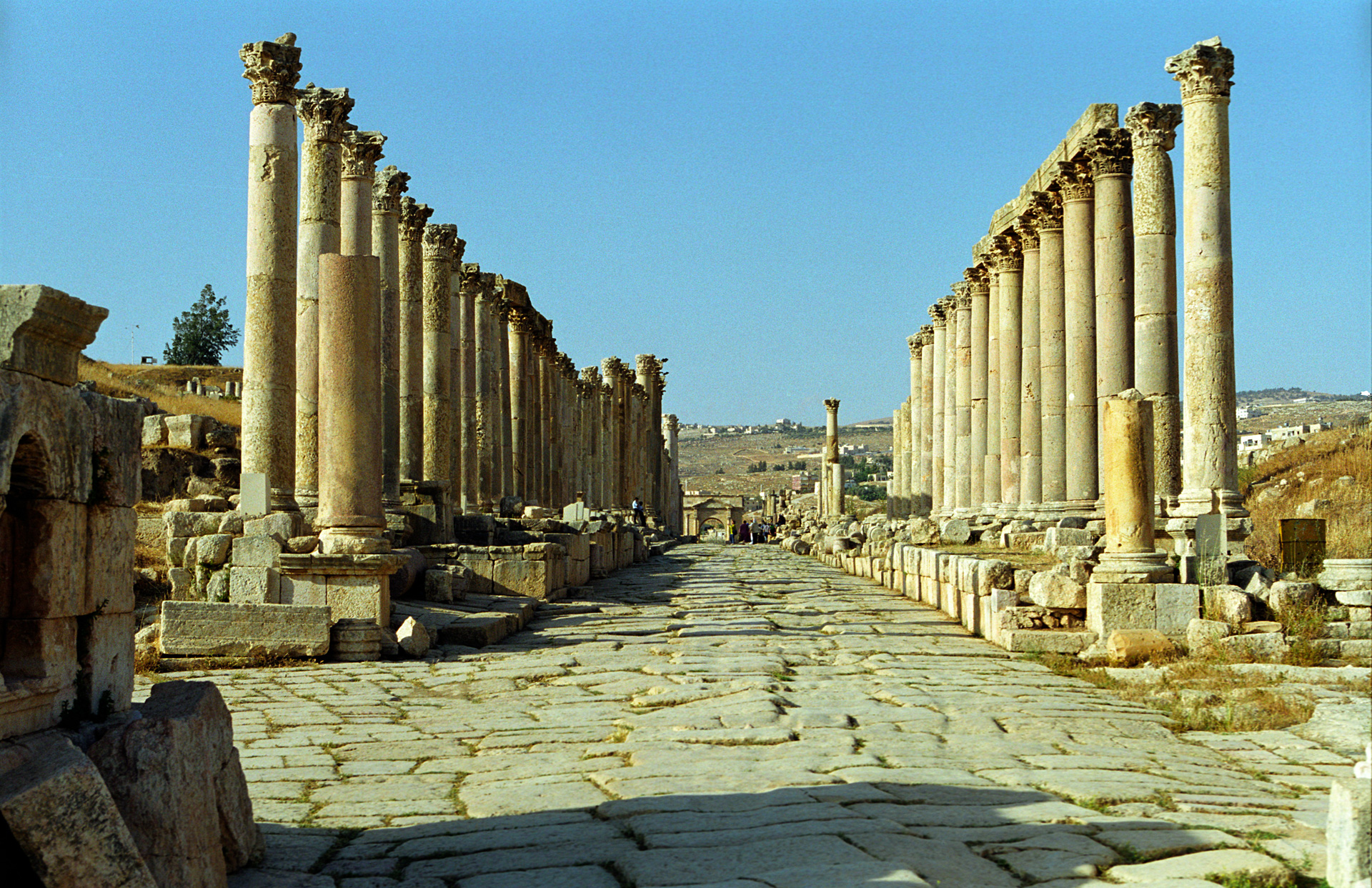
Columnes del cardo maximus

El 720 encara hi havia alguna església en funcionament quan Yazid II va ordenar la destrucció de les imatges, cosa que va provocar la destrucció dels mosaics de l'església de Sant Joan Baptista; els de Sant Cosme i Sant Damià se'n van salvar perquè eren enterrats sota la runa. El 746 va patir un fort terratrèmol. Durant el segle viii encara hi ha restes d'ocupació a la zona del fòrum i al tetràpilon del sud. Després degué quedar abandonada.
Quan els croats hi van arribar al segle xii, Guillem de Tir l'esmenta com un munt de ruïnes deshabitades des feia molt de temps; l'atabeg de Damasc hi va establir una fortalesa amb 40 soldats que van aprofitar el temple d'Àrtemis; fou ocupada per Balduí II de Jerusalem (1118-1131) i la fortalesa fou destruïda; el temple mostra les restes de l'incendi, que va ser el sistema utilitzat per a la destrucció. Al segle xiii el geògraf Yakut la descriu com unes ruïnes abandonades.
Així va romandre fins que foren visitades per Seetzen (1805 i 1806), que en va donar notícia, i després per Burckhardt; els otomans hi van establir una colònia circassiana el 1878. El 1918 va quedar dins la zona britànica i assignada al regne haixemita de Transjordània.